# Engin Akyürek
Engin Akyürek (Ankara, 12 de octubre de 1981) es un actor turco, conocido por su papel como Kerim Ilgaz en ¿Qué culpa tiene Fatmagul?, Ömer Demir en Kara Para Aşk y Sancar Efeoğlu en Sefirin Kızı.

## Biografía
Engin Akyürek nació el 12 de octubre de 1981 en Ankara, Turquía. Su padre es un funcionario del gobierno y su madre es ama de casa. Tiene un hermano menor de nombre Erem. Akyürek se graduó de la Universidad de Ankara en 2002, donde se especializó en Lenguas e Historia. Su carrera profesional en la actuación se inició luego de su participación en el reality de talentos de 2004, Estrellas de Turquía (Türkiye'nin Yıldızları) donde quedó en el primer lugar del reality y le dieron un rol en la serie Yabancı Damat. En 2007, actuó en la obra de teatro “Romantika”, en el cual interpreta el rol principal “Ceto”. Entre los años 2010 y 2012, el actor interpretó el rol de Kerim Ilgaz en la serie de televisión turca ¿Qué culpa tiene Fatmagül?, por el cual ganó gran notoriedad en todo el mundo. Akyürek interpretó a Ömer Demir en la serie Kara Para Ask por el cual ganó varios premios como el galardón a Mejor actor en el “Seoul International Drama Awards 2015” y también fue nominado a Mejor actor en los Premios Emmy Internacional que se llevan a cabo en New York, Estados Unidos. Dedicado también a la literatura, escribe artículos para la revista Kafasına Göre
El 19 de noviembre de 2018 se publicó su primer libro, Silencio (Sessizllik), una recopilación de relatos cortos publicados previamente en la revista Kafasına Göre, y dos relatos inéditos. Dos años después, en el 2020, se presentó la traducción al mercado hispano a través de MC Uruguay Ediciones.   
Todos los derechos de autor de este libro son para Darüşşafaka Society, organización no gubernamental turca, fundada en 1863 con el objetivo de brindar igualdad de oportunidades en la educación a los niños necesitados y talentosos, que tienen recursos económicos limitados.  
Los siguientes proyectos de Engin Akyürek fueron películas. La primera fue Çocuklar Sana Emanet (Te encomiendo a los niños) estrenada el 23 de marzo de 2018. Fue escrita y dirigida por Çağan Irmak y producida por Şükrü Avşar.   
El 13 de febrero de 2019 estrenó en cines la película Bir Aşk İki Hayat (Un amor, Dos vidas), coprotagonizada por Bergüzar Korel, escrita por Burcu Görgün Toptaş y Özlem Yılmaz, y dirigida Ali Bilgin, adaptación turca de una película griega.    
Entre 2019-2021 Engin Akyürek regresa a la TV con la serie Sefirin Kızı (La hija del embajador). La serie fue una producción conjunta de O3 Medya y NGM y se emitió en Star TV,   escrita por Nehir Erdem y Ayşe Ferda Eryılmaz y dirigido por Emre Kabakuşak.   
En 2022, Engin Akyürek protagoniza junto a Tolga Saritas la película Yolun Açik Olsun (Godspeed), dirigida por Mehmet Ada Öztekin, estrenada en Netflix.   
Ese mismo año Akyürek hizo su debut en las plataformas digitales,  al protagonizar la serie debut de Disney+ Turquía, Kaçis (Escape/La fuga), donde interpreta a un corresponsal de guerra, Mehmet Yücel. Serie dirigida por Yagiz Alp Akaydin. La historia fue escrita por el mismo Akyürek en el año 2017, con guion de Ali Dogancay.   
En mayo del 2023, publica su segundo libro de cuentos cortos "Zamansız".

## Filmografía

### Series de televisión
| Año       | Título                     | Personaje            | Rol              |
| --------- | -------------------------- | -------------------- | ---------------- |
| 2004-2007 | Yabancı Damat              | Kadir Sadıkoğlu      | Actor de reparto |
| 2007-2008 | Karayılan                  | Nizipli Halim        | Actor de reparto |
| 2009      | Bir Bulut Olsam            | Mustafa Bulut        | Protagonista     |
| 2010-2012 | ¿Qué culpa tiene Fatmagul? | Kerimsah Ilgaz       | Protagonista     |
| 2014-2015 | Kara Para Aşk              | Ömer Demir           | Protagonista     |
| 2017      | Ölene Kadar                | Dağhan Soysür        | Protagonista     |
| 2019-2021 | Sefirin Kızı               | Sancar Efeoğlu       | Protagonista     |
| 2022      | Kaçış                      | Mehmet Yücek /Rahman | Protagonista     |
| 2023      | Adım Farah                 | Tahir Lekesiz        | Protagonista     |

### Cine
| Año  | Título                                                   | Personaje   | Rol          |
| ---- | -------------------------------------------------------- | ----------- | ------------ |
| 2006 | Kader (Destino)                                          | Cevat Ayhan | Protagonista |
| 2014 | Bi Küçük Eylül Meselesi (Pequeña aventura de Septiembre) | Tekin Bulut | Protagonista |
| 2018 | Çocuklar Sana Emanet (Te confío a los niños)             | Kerem       | Protagonista |
| 2019 | Bir Aşk İki Hayat (Un amor, dos vidas)                   | Umut Atay   | Protagonista |
| 2022 | Yolun Açik Olsum (Que tengas buen viaje)                 | Salih Çetin | Protagonista |

### Teatro
| Año  | Título             | Personaje | Rol          |
| ---- | ------------------ | --------- | ------------ |
| 2007 | Romantika Muzikali | Ceto      | Protagonista |

### Publicidad
| Año  | Título              |
| ---- | ------------------- |
| 2021 | Shell               |
| 2022 | Shell               |
| 2022 | Disney Plus Turquía |

## Premios y nominaciones
| Año  | Premios                                                          | Categoría                                | Trabajo                    | Resultado | Ref    |
| ---- | ---------------------------------------------------------------- | ---------------------------------------- | -------------------------- | --------- | ------ |
| 2006 | Premios de la Asociación de Escritores de Cine                   | Actor Promesa                            | Kader                      | Ganador   | [ 8 ]  |
| 2007 | Premio de la Asociación de Actores de Cine Contemporáneo (ÇASOD) | Actor Promesa                            | Kader                      | Ganador   | [ 9 ]  |
| 2011 | Premio de la Universidad Kadir Has                               | Mejor actor masculino de una serie de TV | ¿Qué culpa tiene Fatmagul? | Ganador   | [ 10 ] |
| 2011 | TVDizisi.com Best Awards                                         | Mejor Actor                              | ¿Qué culpa tiene Fatmagul? | Ganador   |        |
| 2012 | AyakliGazete.com Television Stars of the Year                    | Mejor Actor Dramático                    | ¿Qué culpa tiene Fatmagul? | Ganador   |        |
| 2012 | TVDizisi.com Best Awards                                         | Mejor Actor                              | ¿Qué culpa tiene Fatmagul? | Ganador   |        |
| 2014 | TVDizisi.com Best Awards                                         | Mejor Actor                              | Kara Para Aşk              | Ganador   |        |
| 2015 | 10. Premio de la Universidad de Uludağ                           | Mejor Actor                              | Kara Para Aşk              | Ganador   | [ 11 ] |
| 2015 | 4th Crystal Mouse Awards                                         | Mejor Actor                              | Kara Para Aşk              | Ganador   | [ 12 ] |
| 2015 | Premios Internacionales de Drama de Seúl                         | Mejor Actor                              | Kara Para Aşk              | Ganador   | [ 13 ] |
| 2015 | 43. Golden Butterfly Awards                                      | Mejor Actor                              | Kara Para Aşk              | Nominado  |        |
| 2015 | Premios Emmy Internacional                                       | Mejor Actor                              | Kara Para Aşk              | Nominado  | [ 14 ] |
| 2017 | 44th Pantene Golden Butterfly Awards                             | Premio Especial                          | Ölene Kadar                | Ganador   | [ 15 ] |
| 2017 | Peru Latina Turkish Awards                                       | Mejor Actor                              | Ölene Kadar                | Ganador   | [ 16 ] |
| 2019 | 24. Premios Sadri Alışık                                         | Premio Especial Ayhan Işık               |                            | Ganador   | [ 17 ] |
| 2020 | 3rd Festival Internacional Cine Izmir                            | Mejor Actor Serie Televisión             | Sefirin Kızı               | Ganador   | [ 18 ] |
| 2022 | 8.Altin 61 Ödülleri                                              | Mejor Actor Serie Digital                | Kaçış                      | Ganador   |        |